# Pingviner
Pingviner (Spheniscidae) är den enda familjen inom ordningen pingvinfåglar (Sphenisciformes) och omfattar en grupp flygoförmögna havsfåglar. De förekommer nästan enbart på södra halvklotet – bara galápagospingvinen förekommer norr om ekvatorn. Pingviner är väl anpassade för ett liv i havet med motskuggad fjäderdräkt i svart och vitt och med tillbakabildade vingar som används som simfenor. De flesta arter lever av krill, fisk, bläckfisk och liknande som de fångar under sina dyk. De tillbringar drygt hälften av sina liv på land och övrig tid i havet.
Familjen omfattar sex släkten, sjutton arter och ett antal underarter. Även om nästan alla pingviner lever på södra halvklotet så återfinns bara ett fåtal i riktigt kallt klimat, så långt söderut som Antarktis. Många arter förekommer i den tempererade zonen, och en art i tropiskt klimat vid ekvatorn.
Den största idag förekommande arten inom familjen är kejsarpingvinen (Aptenodytes forsteri) som i genomsnitt som vuxen mäter 1,1 meter och väger ungefär 35 kg. Den minsta arten är dvärgpingvin (Eudyptula minor), som mäter ungefär 40 cm och bara väger runt ett kilogram. De större arterna förekommer främst i kallare klimat medan de mindre förekommer i varmare. Vissa förhistoriska arter var riktiga jättar. Den största kända arten från fossil är Anthropornis nordenskjoeldi som mätte dryga 165 centimeter och levde för cirka 40 miljoner år sedan.

## Anatomi

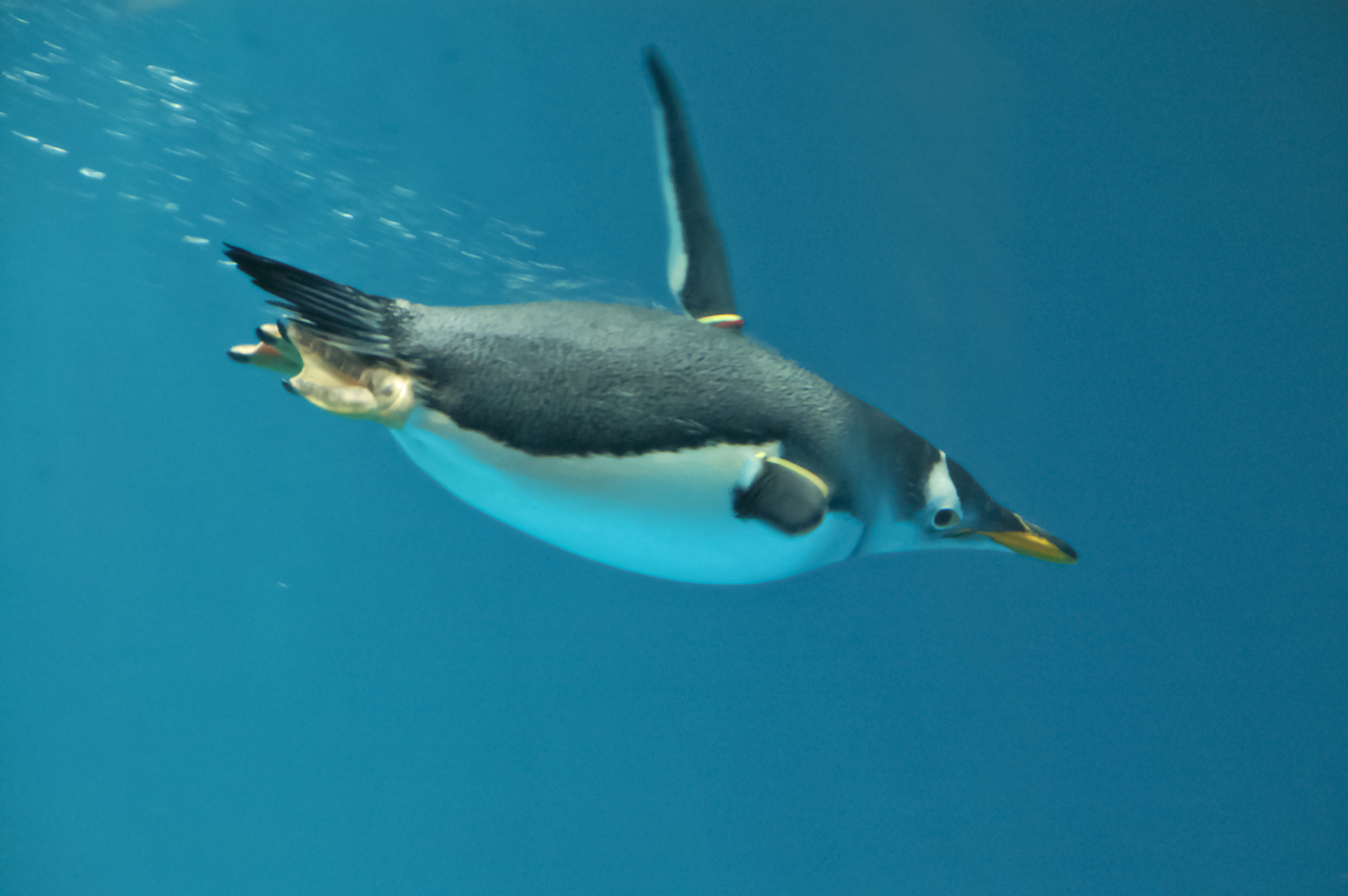
Pingvinernas anatomi är anpassad till ett liv i havet.

Pingviner skiljer sig anatomiskt från andra fåglar. De saknar vingpennor och kan inte flyga. Vingarna liknar snarare sälfenor och används i första hand för att simma. Fjäderdräkten påminner också om sälpäls, då den är mer hårlik än andra fåglars fjäderdräkter. Huden är fet och avsöndrar en olja som fettar in fjädrarna, vilket utgör ett gott skydd mot kylan i både vattnet och på land. Skelettets konstruktion utmärks av lång bål och korta lårben. Lårbenen sitter längre bakåt än hos de flesta fåglar precis som hos lommar, och pingvinens ryggrad är mycket rörlig.
De har platta skelettdelar i armar och händer, vilkas leder bara kan röra sig uppåt och nedåt, och inte i sidled. Det ulnara handlovsbenet är mycket stort, och fingrarna består av en till två falanger och de saknar tumme. Mellanfoten utgörs av tre ben som växer samman först i vuxen ålder. Baktån sitter samman med de andra tårna med hud. Jättepingvinernas luftstrupar är delade på längden med en skiljevägg. Stjärten är antingen mycket kort, och består av tjugo eller fler fjädrar, eller mycket lång och bestående av tolv till sexton fjädrar.
De har mycket god hörsel. Synen är anpassad att fungera under vatten, varför de är närsynta på land.

### Värmereglering
Pingviner håller en kroppstemperatur på 38 °C men de är regionalt heteroterma med en annan temperatur i ben och vingar än i övriga kroppen. Blodkärl i ben och vingar fungerar som värmeväxlare och håller kvar värmen i kroppen vilket gör benen och vingarna kalla. Fotens hudtemperatur på en pingvin som står på isen kan vara så låg som 0 °C. De är isolerade av ett rejält späcklager under ytan på huden men även dess stela fjädrar kapslar in luft och fungerar som isolering. Denna luft är så väl inkapslad i fjäderdräkten att den finns kvar när fågeln simmar under vatten.
Ett annat sätt de håller värmen på är att de står tätt ihop i stora klungor. De fåglar som befinner sig i mitten värms då upp och slipper vinden. Efter ett tag byter de plats så att de som stått längst ut får komma längre in i klungan.

## Utseende

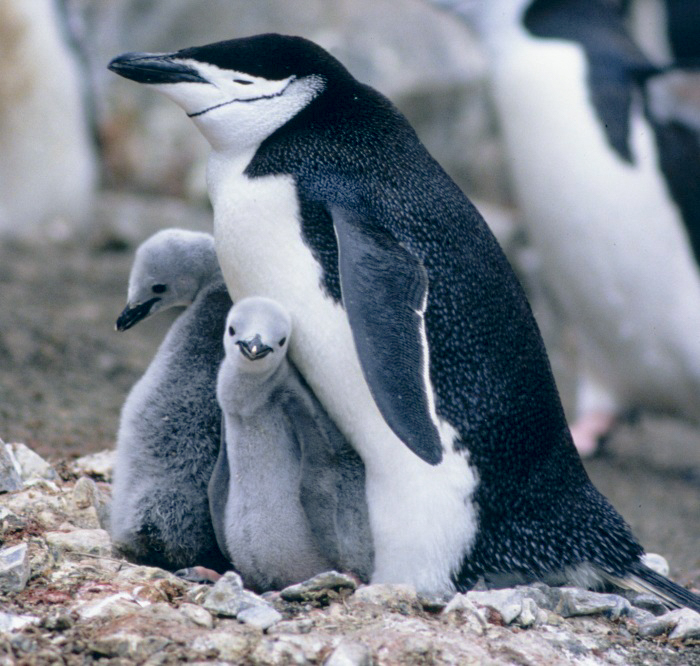
Hakremspingvin med ungar.

Storleken hos de olika arterna skiljer sig åt. Kejsarpingvinen kan bli bortåt 1,40 meter, medan dvärgpingvinen bara blir ungefär 40 centimeter. De större arterna finns i kallare klimat, och de mindre i varmare, ett förhållande som beror på att de större klarar av att bevara kroppsvärmen bättre. Små pingviner kan förekomma i tropiska områden.
Samtliga arter har svart rygg och vit mage. Färgen fungerar som kamouflage i vattnet. Det finns däremot skillnader i teckningen hos de olika arterna. Alla arter har kägelformade kroppar, små huvuden och långa näbbar. Det är mycket svårt att könsbestämma pingviner. Honor och hannar ser likadana ut och de saknar yttre könsorgan.

## Ekologi
Pingvinerna är samtliga anpassade till ett liv i havet. De är mycket skickliga simmare och kan dyka i de värsta stormar. Benen används som roder. De brukar dyka med en hastighet av 6–12 km/h, men vissa arter kan uppnå 27 km/h. Små pingviner dyker inte så djupt, men kejsarpingvinen kan befinna sig under ytan i över 20 minuter och komma ner på ett djup över 550 meter. På land har de ett mycket särpräglat rörelsemönster. De går vickande från ena sidan till den andra, och helt upprätt. När de förflyttar sig på land kan de även glida på magen, eller kravla sig fram med fenorna och fötterna.
De flesta arter lever på en diet av krill, mindre bläckfiskar och småfisk, men vissa arter äter även skal- och blötdjur. De kan dricka saltvatten, då de har en körtel vid ögonen som filtrerar saltet från blodomloppet. Saltet lämnar kroppen genom näsan i en koncentrerad vätska.
En stor del av året går åt till fortplantning och de samlas årligen på samma häckningsplats. Dessa kolonier kan uppgå till flera tusentals pingviner. De uppvisar viss omvänd könsordning då honorna slåss om hannarna, vilket är en följd av att det är färre hannar.[källa behövs] Hos vissa arter är det enbart hanarna som ruvar äggen. De får vanligen ett ägg per år, men vissa arter får fler. Vissa arter gräver hålor för äggen, medan andra håller dem på fötterna gömda under späcket under hela ruvningen. Det förekommer att de stjäl varandras ägg, och när äggen är kläckta, att de även stjäl varandras ungar. Ungarna är ulliga och grå. Honor och hannar tar båda hand om ungarna. De matas med krävmjölk, och kan inte bege sig ut på egen fiskjakt förrän fjäderdräkten ruggats till adult fjäderdräkt. De når könsmognad vid ungefär fyra års ålder. Pingviner är antingen evigt monogama, eller seriellt monogama och byter partner varje år efter att ungarna blivit stora.
Pingvinerna har få fiender bortsett från människan, men exempelvis sydpolslabb och sjöleopard livnär sig på ägg eller pingvinungar. 

### Sömn
Pingviner sover, liksom de flesta andra djur och alla studerade fåglar. De sover mellan 9,5 och 10,5 timmar per dygn, och man har identifierat fyra olika medvetandetillstånd hos pingviner utifrån EEG, nämligen vakenhet, dåsighet/slummer, djupsömn och REM-sömn. Pingviner sover stående med huvudet bakåt och ena ögat vänt inåt. Det öga de har vänt utåt är slutet. Liksom många andra fåglar sover de sin REM-sömn i korta epoker, bara några sekunder åt gången. Under de perioder då de inte får så mycket mat, till exempel medan de ruvar och partnern är ute och jagar, ökar mängden djupsömn på bekostnad av framför allt vakenhet. De har anpassat sig till att sova i flock där vissa individer är vakna medan andra sover, bland annat genom att sovande pingviner är relativt sett mer svårväckta av känselintryck från övre delen av ryggen (det vill säga där de kan bli stötta av andra pingviner som går och stöter emot dem av misstag) än vid känselintryck från foten (där de kan ha sina ungar eller ägg).

## Systematik

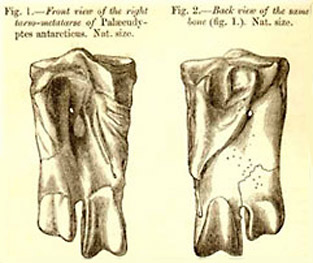
Illustration av Huxley av de ofullständiga fossila ankelben han beskrev 1859. Den vänstra figuren visar benet sett framifrån; och den högra, bakifrån

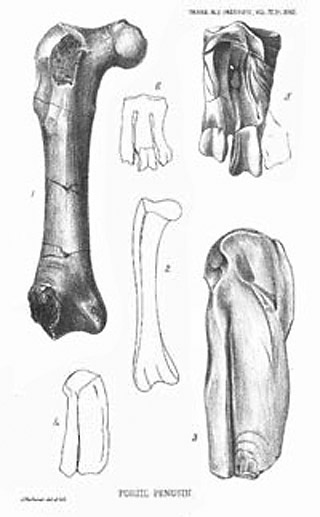
Illustration av ben från en utdöd pingvin ur en artikel av James Hector om fossila pingviner från 1872

Pingviner utgör en grupp fåglar som funnits väldigt länge. Dock är dess evolutionära historia dåligt känd, eftersom fossila lämningar av pingviner är få. 1859 beskrev den brittiske paleontologen T.H. Huxley det första fossila fyndet av en pingvin. Fyndet hade hittats i slutet av 1848 av Walter Mantell i Kakanui, vid kusten i norra Otago på Nya Zeeland. Fyndet skickades till T.H. Huxley i Storbritannien för analys och hans slutsatser publicerades i Quarterly Journal of the Geological Society i mars 1859. Fossilet som bestod av ett inkomplett ankelben kom från en stor pingvinart, klart mycket större än de arter av pingvin som finns idag och i artikeln namnade han denna utdöda art till Palaeeudyptes antarcticus.
Det äldsta fossila pingvinsläkte man funnit kallas Waimanu och levde under den tidiga paleocen-perioden på Nya Zeeland för cirka 62 till 65 miljoner år sedan. Denna art var inte lika väl anpassad till ett liv i havet som dagens pingviner som först började uppstå under eocen-perioden för cirka 40 miljoner år sedan. Waimanu var en flygoförmögen, lomliknande fågel med korta vingar anpassade för dykning. Fynden visar att arterna inom detta förhistoriska pingvinsläkte redan var flygoförmögna och havslevande vilket skulle indikera att pingvinens evolutionära historia sträcker sig ännu längre tillbaka än de 65 miljoner år som dessa fossil dateras till, det vill säga tiden före dinosauriernas försvinnande. Vissa forskare (Mayr, 2005) anser att de pingvinliknande förhistoriska fågelfamiljen Plotopteridae som vanligtvis kategoriseras som nära släkt med familjerna skarvar (Phalacrocoracidae) och ormhalsfåglar (Anhingidae) kanske är en tidig systergrupp till pingvinerna och detta i sin tur skulle innebära att pingvinerna ursprungligen har en gemensam förfader tillsammans med ordningen pelikanfåglar (Pelecaniformes).

### Palaeeudyptines
Traditionellt har de flesta utdöda arter av pingviner placerats i den parafyletiska underfamiljen som kallas Palaeeudyptinae. Senare forskning gör dock gällande att det åtminstone funnits två utdöda huvudgrupper av ättlingar, en eller två närbesläktade från Patagonien och åtminstone en med arktisk utbredning.

### Kladogramöver familjen pingviner
```
Pingvin (Spheniscidae)
|--
Pygoscelis

'--N. N.
   |--Jättepingviner (
Aptenodytes
)
   '--N. N.
      |--N. N.
      |  |--
Eudyptes

      |  '--
Megadyptes

      |
      '--N. N.
         |--Dvärgpingviner (
Eudyptula
)
         '--
Sphenicus
```

## Släkten och arter
- Jättepingviner (Aptenodytes) har lång och graderad stjärt. Munkanterna löper parallellt med undernäbbens kant.
  - Kungspingvin (Aptenodytes patagonicus)
  - Kejsarpingvin (Aptenodytes forsteri)
- Pygoscelis liknar Megadyptes, bortsett från stjärten, som i detta släkte är lång och graderad. Näbben är mera ihoptryckt, och deras skårkanter är uppåtböjda. De förekommer från antarktiska fastlandet till Sydgeorgien och Falklandsöarna.
  - Adéliepingvin (Pygoscelis adeliae)
  - Åsnepingvin (Pygoscelis papua)
  - Hakremspingvin (Pygoscelis antarctica)
- Dvärgpingviner (Eudyptula) den enda arten inom detta släkte är den minsta pingvinen. Den har kort stjärt som är dold av stjärttäckarna. Näbbens bas är glatt. Den lever vid kusterna av södra Australien, Tasmanien och Nya Zeeland.
  - Dvärgpingvin (Eudyptula minor)
- Spheniscus, kallas ibland glasögonpingviner, har kort stjärt, och såväl över- som undernäbben är fårad vid roten. De lever på kustområden vid sydvästra Afrika, södra Sydamerikas fastland, Falklandsöarna, Sydgeorgien, Galápagosöarna.
  - Galápagospingvin (Spheniscus mendiculus) (endemisk art för Galápagosöarna)
  - Humboldtpingvin (Spheniscus humboldtii)
  - Magellanpingvin (Spheniscus magellanicus)
  - Sydafrikansk pingvin (Spheniscus demersus)
- Megadyptes har kort stjärt, uppsvällda näbbsidor, och en längsgående fåra längs övernäbbens sidor. De finns på Nya Zeeland, Campbellöarna och Chathamöarna.
  - Gulögd pingvin (Megadyptes antipodes) (har även kallats gulögonpingvin och antipodpingvin)
- Eudyptes, kallades förr Catarrhactes och kallas ibland tofspingviner, är långstjärtade pingviner som påminner om Pygoscelis. De har gula ögonstrimmor, och långa fjädrar på huvudet. Sidorna på övernäbben är uppsvällda.
  - Macaronipingvin (Eudyptes chrysolophus)
  - Vitkindad pingvin (Eudyptes schlegeli)
  - Nordlig klipphopparpingvin (Eudyptes moseleyi)
  - Västlig klipphopparpingvin (Eudyptes chrysocome)
  - Östlig klipphopparpingvin (Eudyptes filholi) – nyligen urskild art, från chrysocome
  - Fjordpingvin (Eudyptes pachyrhynchus)
  - Snarespingvin (Eudyptes robustus)

Magellanpingvin

  - Tofspingvin (Eudyptes sclateri)

## Namn
Det finns olika teorier varifrån namnet pingvin härstammar. En teori hävdar att ordet härstammar från de två keltiska orden "pen" och "gwyn" vilket betyder den vithuvade. Detta uttryck ska ursprungligen ha använts om den utdöda garfågeln. En indikation på att denna teori stämmer är att garfågel och tordmule på franska heter grand-  och petit pingouin. En annan teori gör gällande att namnet härstammar från det latinska ordet "pinguis" vilket betyder fet.